# Muzeum zlata Nový Knín
Muzeum zlata v Novém Kníně, plným názvem Muzeum těžby a zpracování zlata na Novoknínsku a historie města Nový Knín je jednou z poboček Hornického muzea v Příbrami. Muzeum se nachází na náměstí Jiřího z Poděbrad v Novém Kníně v okrese Příbram ve Středočeském kraji.

## Historie
Historie muzea bezprostředně souvisí s historií Novoknínska a samotného někdejšího královského horního města Nového Knína jako jednoho z významných středisek těžby zlata v Českých zemích. Tomuto významu odpovídá i umístění expozice v historické budově bývalé mincovny. Tato renesanční, v jádru gotická budova z 15. století prošla v pozdějších letech barokní přestavbou, empírové průčelí pochází z roku 1801. Od roku 1561 budova mincovny sloužila jako sídlo perkmistrovského úřadu.

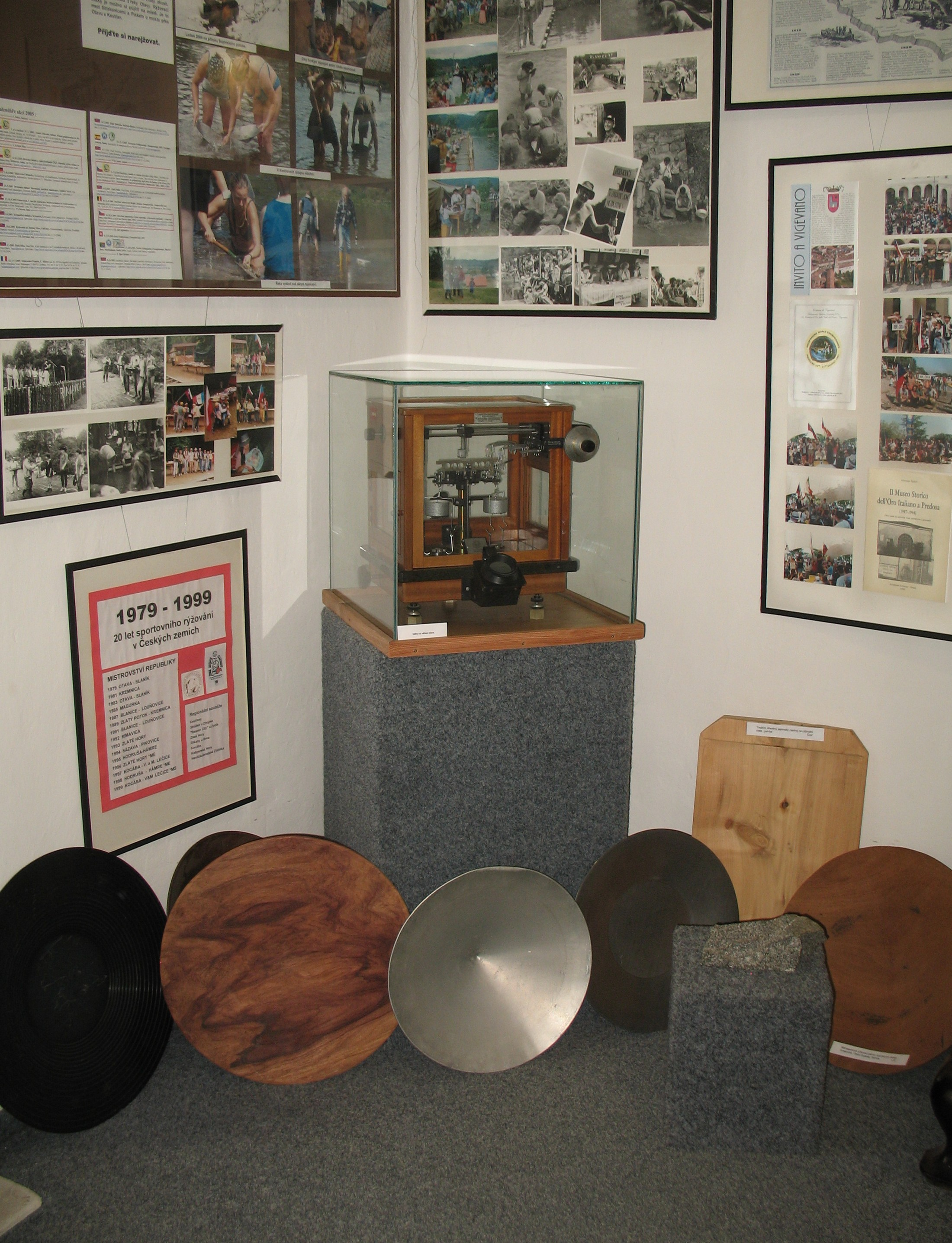
Ukázky z historie sportovního rýžování zlata

Muzeum zlata bylo zřízeno a otevřeno Městským úřadem v Novém Kníně ve spolupráci s Českým klubem zlatokopů v roce 1999 u příležitosti mistrovství světa v rýžování zlata, které bylo v uvedeném roce uspořádáno v údolí Kocáby u Malé Lečice. Exponáty pro tuto výstavku zapůjčila či věnovala řada organizací a institucí - Český klub zlatokopů, Národní muzeum v Praze, Regionální muzeum v Jílovém u Prahy, Národní technické muzeum, Hornické muzeum v Příbrami, Městský úřad v Novém Kníně a řada soukromých osob - geologů, mineralogů a členů Českého klubu zlatokopů. Velký zájem o tuto výstavku byl příčinou, že původně dočasná výstava se stala expozicí trvalou, která je od roku 2000 pobočkou příbramského Hornického muzea.

## Expozice

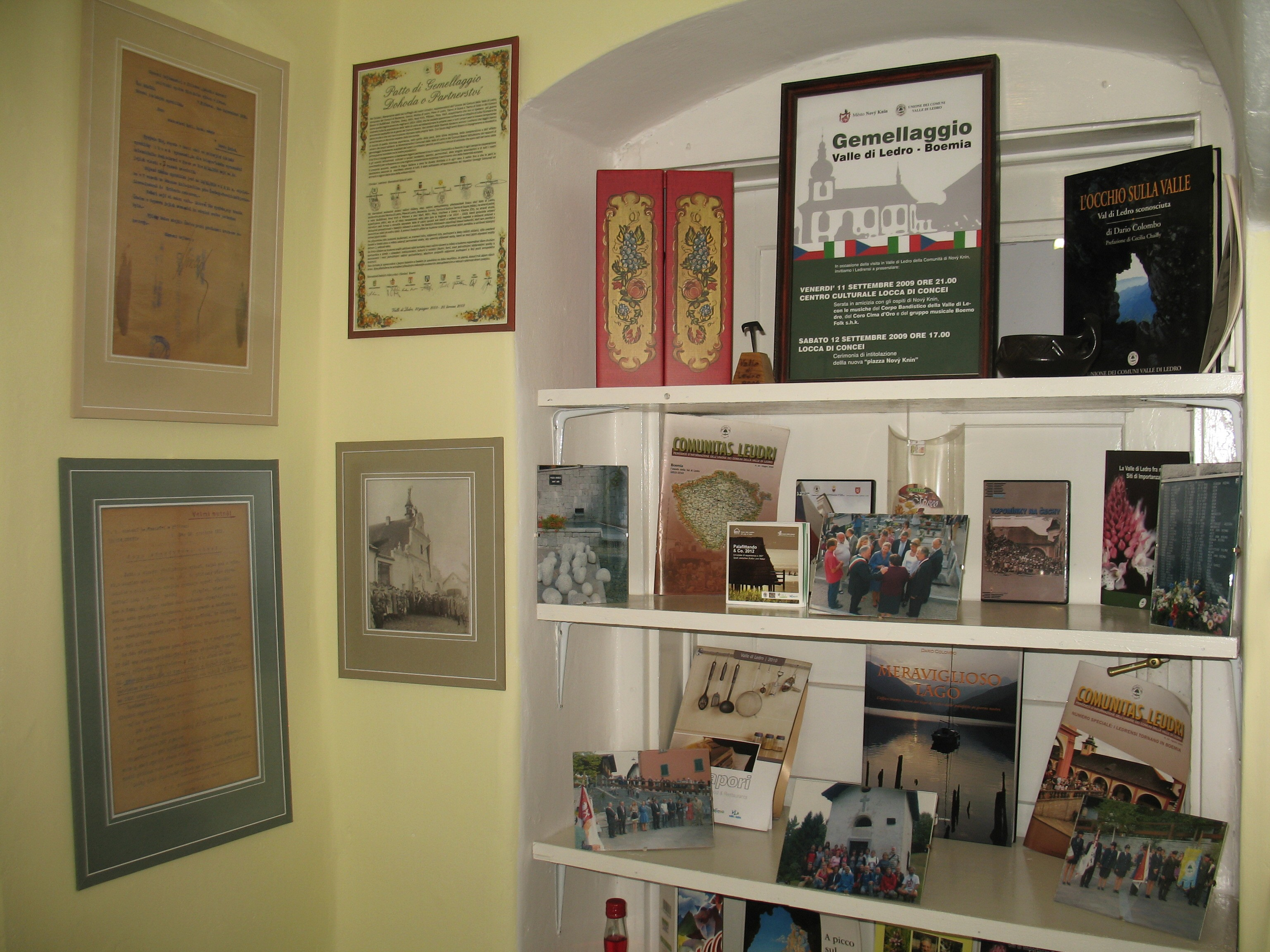
Doklady o partnerství mezi Novým Knínem a Valle di Ledro

Muzeum je umístěno v prvním poschodí barokní mincovny. Hlavní výstavní sály jsou věnovány historii těžby a zpracování zlata na Novoknínsku i v některých dalších lokalitách na území České republiky. V dalších prostorách je umístěna expozice, věnovaná dějinám města a místním řemeslům.
Velice zajímavou součástí muzea je výstavka, obsahující množství dokumentů a fotografického materiálu o partnerských vztazích Nového Knína s italským svazkem obcí Valle di Ledro, jejímž vysídleným obyvatelům Nový Knín poskytl v době první světové války útočiště.
Muzeum zlata v Novém Kníně zároveň slouží i jako městské informační středisko, které poskytuje informace o ubytování a stravování a informační materiály z oblasti Brd a Středního Povltaví.

## Dostupnost
Muzeum je otevřené od dubna do konce října denně mimo pondělí v době od 9 do 17 hodin, o víkendech v květnu a červnu a každý den v červenci a srpnu až do 18 hodin. Mimo toto období je umožněna prohlídka pouze skupinám osob po předběžném objednání. Budova tzv. Mincovny se nachází jen několik desítek metrů od konečné zastávky přímé autobusové linky Praha (Smíchovské nádraží) – Nový Knín. V bližším i vzdálenějším okolí Nového Knína mohou návštěvníci využít naučné stezky s geologicko-hornickou tematikou.